# Fleckengimpel
Der Fleckengimpel (Carpodacus rodopeplus, Syn.: C. rodopepla, C. rhodopeplus) ist ein Singvogel aus der Familie der Finken. Er kommt – vermutlich mit Lücken – vom Himalaya bis ins westliche China vor. Man findet ihn zur Brutzeit in Sträuchern und Gebüschen an Hängen und in alpinem Grünland, im Winter in Misch- und  Bambuswäldern.
Der Fleckengimpel wurde 1831 als Fringilla rodopepla beschrieben. Von manchen Autoren wird noch das originäre Epitheton rodopepla benutzt. Andere verwenden die dem Gattungsnamen Carpodacus entsprechend deklinierte und orthografisch bereinigte Form rhodopeplus, aber auch rodopeplus ist bisweilen zu finden.

## Beschreibung

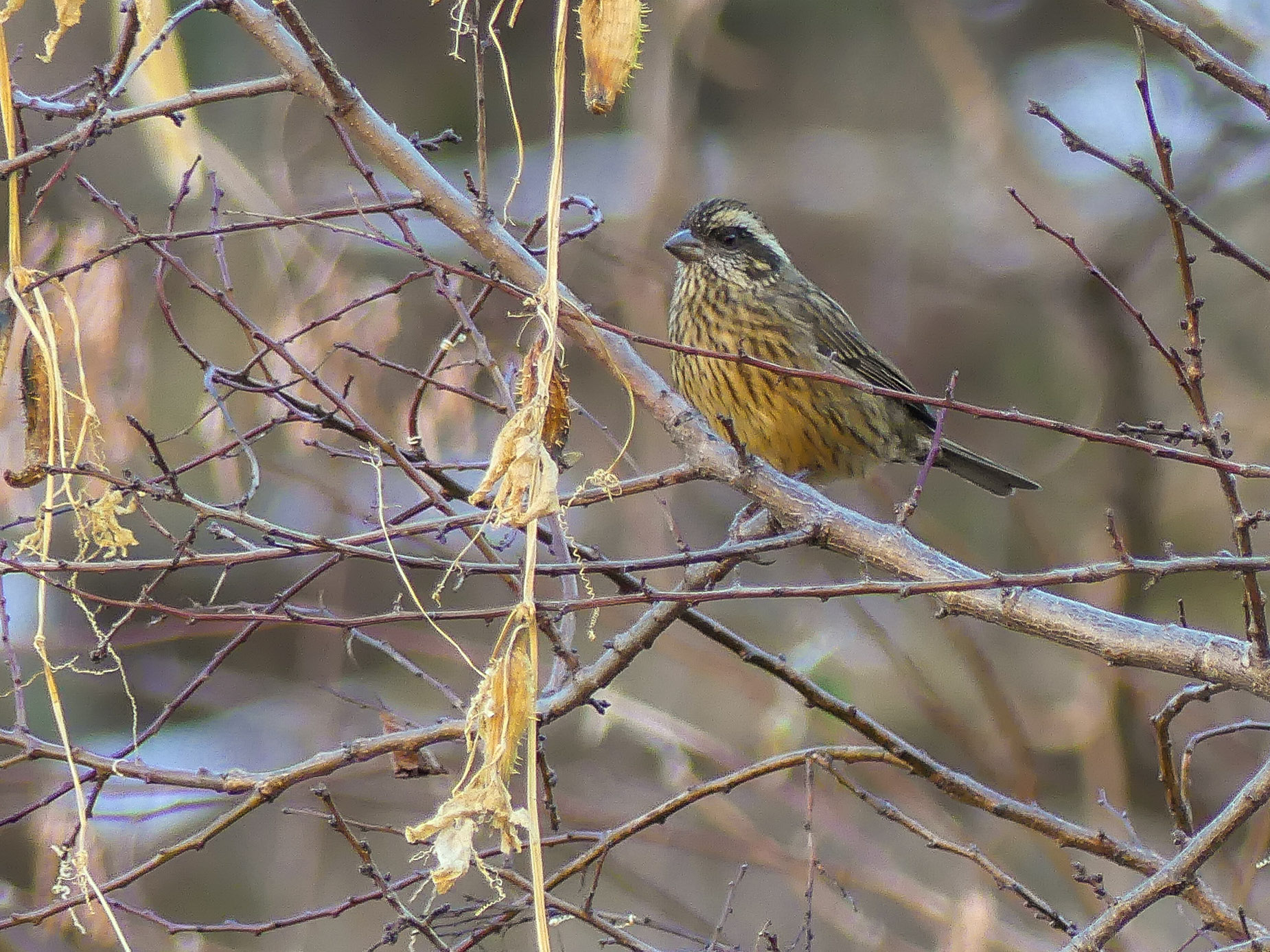
Weiblicher Fleckengimpel

### Aussehen
Der Fleckengimpel ist mit 15 cm Körperlänge etwa so groß wie ein Buchfink. Er ähnelt dem Rubingimpel kann aber von diesem durch die blassere Unterseite und die namensgebenden „Flecken“ – die von hellen Spitzen, bzw. Feldern auf den Außenfahnen von Schulterfedern, Armdecken und Schirmfedern gebildet werden – unterschieden werden. Die Flügellänge beträgt bei der Nominatform 82–90 mm, die Schwanzlänge 67–74 mm. Bei der kleineren Unterart C. r. verreauxi liegt die Flügellänge des Männchens zwischen 73 und 76 mm. Der 14–15 mm lange Schnabel ist ziemlich kräftig und spitz, oben dunkelbraun und unten heller. Die Füße sind braun oder blass hornbraun.
Wie bei allen Arten der Gattung unterscheiden sich die Geschlechter in der Gefiederfärbung. Beim Männchen sind Oberkopf, Nacken und Teile der Halsseiten dunkel weinrot. Der breite, blassrosa Überaugenstreif beginnt oberhalb der Zügel und läuft erst auf den Halsseiten aus. Er ist von weißen Federspitzen durchsetzt. Zügel, Wangen und Ohrdecken sind sehr dunkel weinrot, Bartstreif, Kinn und Kehle sind rosarot mit hellen Spitzen an der Kehle und dunklen Schaftstreifen im Bereich des Bartstreifs. Die rosa Färbung setzt sich auf der Unterseite fort, ist aber bei der Nominatform meist dunkler und an den Flanken und zu den Unterschwanzdecken hin mit rotbraun überwaschen oder durchsetzt. Letztere zeigen auch dunkelrote Nuancen. Rücken und Schulterfedern sind wie der Oberkopf weinrot, zeigen aber eine dunkle Streifung und zudem breite hellrosa Säume auf den Außenfahnen der unteren, inneren Schulterfedern. Der Bürzel ist von rosa Federspitzen durchsetzt und die Oberschwanzdecken weinrot. Die Armdecken sind schwarzbraun mit dunkel rötlichen Säumen und rosa Flecken an der Spitze. Fittich, Handdecken und Schwungfedern sind schwärzlich mit feinen dunkel rötlichen Säumen, die Schirmfedern tragen zudem blassrosa bis weißliche Felder am Ende der Außenfahnen. Der leicht gegabelte Schwanz ist dunkelbraun mit dunkel rötlichen Säumen.
Beim Weibchen sind Oberkopf, Nacken, Rücken und Schulterfedern warm braun mit dunkler Streifung und helleren Säumen an Nacken und Rücken. Der Bürzel und die Oberschwanzdecken sind einfarbig braun bis blassbraun. Der Überaugenstreif ist ausgedehnt und cremefarben bis beige, Zügel, Wangen und Ohrdecken schwarzbraun. Bartstreif, Kehle und Kinn sind beige und fein gestrichelt. Die Unterseite ist blassbraun bis warm beigebraun und auf der Brust kräftig dunkel gestrichelt. Diese Zeichnung wird zu den Brustseiten und zum Bauch hin weniger kräftig und auf dem Bauch und den Flanken wesentlich feiner. Die Unterschwanzdecken sind beigebraun. Flügel- und Steuerfedern ähneln denen des Männchens, allerdings sind die Säume eher bräunlich und die hellen Spitzen und Felder der Außenfahnen eher beige.
Das Jugendkleid ist von dem des Weibchens nicht zu unterscheiden.
Man sieht den Fleckengimpel oft freisitzend auf Sträuchern, er ist aber recht scheu.

### Stimme
Der Fleckengimpel ist wenig ruffreudig. Gelegentlich ist ein weittragendes, kanarienvogelähnliches Tschilpen zu hören. Der Gesang ist unbekannt.

## Verbreitung und Geografische Variation
Der Fleckengimpel besiedelt Teile des Himalayas und kommt bis ins westliche China vor. Die Unterart C. r. verreauxi ist etwas kleiner als die Nominatform. Die Männchen sind etwas heller, das Rosa des Bürzels ist blasser und die Unterseite ist etwas heller und einheitlich rosa. Die Weibchen unterscheiden sich nicht.
- C. r. rodopeplus (Vigors, 1831)  – Himalaya, vom Kaschmir und Uttar Pradesh ostwärts durch das zentrale Nepal bis nach Sikkim und den äußersten Süden Tibets
- C. r. verreauxi (David & Oustalet, 1877) – westliches und nördliches bis mittleres Sichuan, südwärts bis ins nördliche Yunnan

Der Fleckengimpel ist selten und nur lokal häufig. Er ist nicht bedroht.

## Lebensweise
Der Fleckengimpel lebt zur Brutzeit in Höhen von 3000 bis 4600 m, im Winter steigt er auf Höhen zwischen 2000 und 3050 m herab. Die Unterart verreauxi ist im nördlichen Myanmar als Wintergast zu finden.
Das Habitat besteht zur Brutzeit aus Rhododendronbeständen und Gebüschen auf Hängen und alpinen Matten, im Winter ist die Art in Gebüschen, Bambus- und Mischwäldern zu finden. Über Brutbiologie und Ernährung ist wenig bekannt, es wurde jedoch beobachtet, dass verschiedene kleinere Sämereien vom Boden aufgelesen werden.